# République ancônitaine
Ne doit pas être confondue avec la République d'Ancône, un ancien État médiéval (1198-1532)
1797–1798
Entités précédentes :
- États pontificaux

Entités suivantes :
- République romaine

La République ancônitaine est un État qui a brièvement existé en Italie dans l'actuelle région des Marches, autour de la ville d'Ancône, à la fin du XVIIIe siècle. Elle fut finalement annexée par la République romaine le 7 mars 1798.